# Unionist Party (Zuid-Afrika)

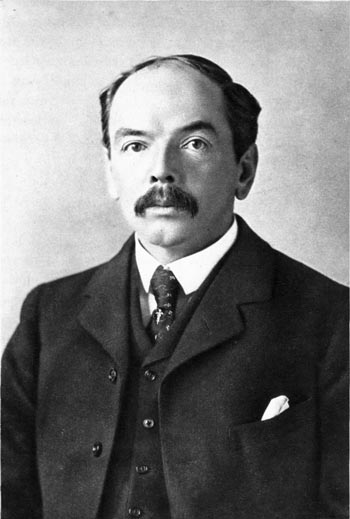
Leander Starr Jameson (1853-1917), eerste voorzitter van de Unionist Party (1910-1912)

De Unionist Party (Afrikaans: Unionisteparty, Nederlands: Unionistische Partij), was een Zuid-Afrikaanse partij die vooral de belangen van de blanke Engelstalige middenklasse vertegenwoordigde.

## Geschiedenis
Directe voorloper van de Unionist Party was de pro-Britse Progressive Party (Progressieve Partij) in de Kaapkolonie. Deze partij was in 1903 gesticht door Leander Starr Jameson (1853-1917). Jameson werd in 1904 premier van de Kaapkolonie en bleef dit tot 1909. 
In 1910 werd de Progressive Party omgevormd tot de Unionist Party van de Kaapkolonie. Nog in hetzelfde jaar fuseerden de Kaapse Unionist Party en de geestverwante Constitutional Party van Oranje Vrijstaat tot de Unionist Party van de zojuist gevormde Unie van Zuid-Afrika. Jameson was van 1910 tot 1912 de eerste voorzitter van de Unionist Party. 
Bij de eerste Zuid-Afrikaanse parlementsverkiezingen (1910) werd de Unionist Party de tweede partij, achter de Suid-Afrikaanse Party (Zuid-Afrikaanse Partij), een pro-Afrikanerpartij onder leiding van Louis Botha die de eerste premier van de Unie van Zuid-Afrika zou worden. Mede door de toenaderingspogingen van Botha, en diens opvolger als premier (1919) en partijgenoot Jan Smuts naar de blanke Engelstaligen, lukte het de Unionist Party niet om de grootste te worden bij de elkaar opvolgende verkiezingen. 
Tussen 1915 en 1920 gaf de UP gedoogsteun aan de regeringen van de Suid-Afrikaanse Party. In november 1920 ging de Unionist Party geheel op in de SAP. De Unionist Party hield daarbij op te bestaan als zelfstandige partij. Bij de vervroegde parlementsverkiezingen van 8 februari 1921 behaalde de nieuwe combinatie een monsterzege van 79 van de 134 zetels.